# 梅尔卡洛
梅尔卡洛（義大利語：Mercallo），是意大利瓦雷泽省的一个市镇。总面积5平方公里，人口1819人，人口密度363.8人/平方公里（2009年）。国家统计（ISTAT）代码为012101。